# Brooklyn (Gargoyles)
Brooklyn è un personaggio della serie televisiva a cartoni animati Gargoyles realizzata dalla Disney e andata in onda dal 1994 al 1997.
In italiano è doppiato da Marco Mete.

## Caratteristiche del personaggio
Brooklyn è il secondo in comando di Golia alla guida del clan di manhattan; all'inizio della serie non viene dato troppo spessore al personaggio per cui la scelta di affidargli il ruolo di secondo in comando sembra immotivata. Tuttavia più avanti avrà occasione di mostrare le sue abilità di leadership, di stratega e di mediatore; tanto che porterà il clan alla pace ed all'alleanza con i Mutati, divenendo un ottimo amico del loro capo Talon. Brooklyn dimostrerà poi di essere il solo degno sostituto di Golia quando questi si assenterà per far ritorno ad Avalon ed in seguito per girare il mondo; le abilità di Brooklyn faranno sì che il clan se la cavi egregiamente per tutto un anno nonostante le minacce.
Brooklyn è impulsivo e viene più volte definito "testa calda" anche per via della sua (relativamente) giovane età; tuttavia dimostra spesso di saper mantenere il controllo e di avere i nervi saldi qualora lo desideri.
Brooklyn non disprezza gli umani e si avvicina spesso ai loro usi, in particolare nutre molti interessi per le motociclette e le automobili; tuttavia reagisce molto male e spesso violentemente quando questi lo rifiutano per paura. La sua migliore amica umana è Elisa Maza, che gli insegnerà molte cose sul XX secolo.
Vede Golia come un modello e di tutti nel clan è quello che più lo rispetta; anche per Hudson nutre il massimo rispetto in qualità di antico capoclan. Lo si vede spesso inoltre, giocare con Bronx.
I suoi migliori amici nel clan sono Broadway e Lexington; in particolare il primo, di cui diverrà però rivale in amore per Angela, che porterà al logoramento della loro amicizia, soprattutto poiché la ragazza sceglierà l'amico piuttosto che lui. Questa delusione lo porterà ad allontanarsi brevemente dal clan, ma in seguito si riappacificherà sia con Broadway, (accantonando tutti i rancori) sia con Angela, con cui rimarrà soltanto un amico.
Un altro rivale in amore di Brooklyn fu Talon (alias Derek Maza), leader dei mutati con cui avrà una faida per l'amore di Maggie Reed (la gatta); avendo alla fine solo un'altra delusione. Tuttavia anche in questo caso accantonerà le divergenze con il rivale per il bene dei rispettivi clan, ponendo la pace tra Mutati e Gargoyles ed un'inattesa alleanza. I due inoltre diverranno molto amici nonostante le iniziali divergenze, ed ancora oggi Brooklyn è il membro del clan di Manhattan di cui Talon si fida di più, perfino più dello stesso Golia e della sorella Elisa.
Brooklyn non è molto più alto di un umano anzi, è più basso di Elisa, è tuttavia il Gargoyles più forte ed abile dopo Golia, Di aspetto è molto simile ad un dinosauro, per via del muso allungato, è di un colore rosso carminio ed ha un paio di lunghe corna simili a quelle di un demone; le sue braccia sono tanto lunghe da toccare terra e le sue ali sono di per sé molto simili a quelle di uno pterodattilo; ha i capelli lunghi sciolti ed argentati e gli occhi sottili e taglienti.
La sua esclamazione preferita è "sballoso".

## Biografia del personaggio
Brooklyn nasce nel clan di gargoyle del Castello di Wywern in Scozia, intorno al 958 d.C.; poco si sa della sua vita prima dell'attacco dei vichinghi; fu addestrato personalmente da Golia che viste le sue capacità lo tenne sempre in grande considerazione, nonostante il suo secondo in comando fosse allora Dèmona.
La sera prima dell'attacco, egli assieme ad altri due gargoyles e la bestia-cane del clan attaccò lite con degli umani per via del loro atteggiamento di disprezzo nei loro confronti, e Golia, adireato li punì spedendoli tutti e tre nei nidi ed ordinandogli di rimanervi fino a suo nuovo ordine; fu così che questi riuscirono a salvarsi dallo stermini e, ritornati Golia e Hudson, si recarono con loro al salvataggio degli umani rapiti dai vichinghi, in cerca di vendetta.
Il Magus tuttavia, credendo che per causa loro la principessa fosse morta gli scagliò contro un maleficio per rabbia pietrificandoli per mille anni.
Risvegliatosi nel 1994, grazie a David Xanatos, sarà il secondo gargoyles dopo Hudson a scegliersi il nome, e sarà sempre lui a decidere quello di Bronx. Si dimostrerà subito molto interessato a scoprire quanto più possibile sul nuovo secolo, anche grazie ad Elisa Maza.
Inizialmente sarà sfruttato da Xanatos assieme ai compagni, ma dopo che emergeranno le attitudini malevole dell'uomo i gargoyles lasceranno il castello e si trasferiranno nella torre dell'orologio del dipartimento di polizia in cui lavora Elisa.
Brooklyn sarà contattato e raggirato da Dèmona, e a causa sua la gargoyles riuscirà a controllare Golia tramite un incantesimo. Dopo questo avvenimento Brooklyn odierà Dèmona con tutto il cuore e si rifiuterà sempre di collaborare nuovamente con lei anche solo per breve tempo.
In seguito sarà nominato ufficialmente secondo in comando da Golia, e sarà a capo del clan durante l'assenza prolungata del leader, dimostrandosi ugualmente abile.
Avrà un'infatuazione per Maggie Reed, una giovane donna tramutata in mutante dal dottor Sevaruius, Brooklyn troverà la ragazza per strada mentre si sta tramutando in un ibrido tra umano, leone e pipistrello braccata dagli uomini di Sevarius. Dopo averla portata al sicuro cercherà di consolarla, ma lei avendo paura di lui fuggirà via e si nasconderà con gli altri Mutati, in seguito i due si rincontreranno e Maggie, maturata dalla sua condizione di mutante, accetterà l'aspetto di Brooklyn; i due diventeranno amici ma la ragazza non ricambierà mai il sentimento di Brooklyn poiché innamorata di Talon, leader dei Mutati.
Brooklyn e Talon non andranno d'accordo all'inizio, in quanto lui ritiene i gargoyles responsabili della loro mutazione; tuttavia quando il neo-leader del clan di manhattan mostrerà al mostruoso felino la complicità di Xanatos in ciò che è loro accaduto, Talon chiederà scusa ai gargoyles e creerà un'alleanza con loro; da allora lui e Brooklyn diventano buoni amici.
In seguito Brooklyn a capo del clan di manhattan, aiuterà i loro alleati Mutati durante la rivolta di Fang contro Talon.
Brooklyn avrà sempre sfortuna con le donne, difatti quando competerà con Broadway per l'amore di Angela (la figlia di Golia) la ragazza finirà per innamorarsi dell'altro pretendente. Brooklyn la prenderà malissimo e fuggirà dal clan per rifugiarsi tra i barboni e diventare un vigilante solitario; solo dopo molto tempo ritornerà nel clan e farà pace con l'amico e fratello Broadway.
Avrà anche una breve attrazione per Delilah (ibridio genetico tra il DNA di Demona ed Elisa), ma questa alla fine si fidanzerà col suo clone Malibù.
In seguito lui e i suoi compagni dovranno vedersela con una pericolosa milizia anti-gargoyles istituita dai cittadini per paura delle suddette creature.
Xanatos intanto ha deciso di dare ospitalità al clan di Manhattan, tuttavia essi diffidano di lui sapendo di che pasta è fatto. Il ricco miliardario, quando ormai Halloween è alle porte decide di inaugurare una festa nel suo castello. Anche il clan di Manhattan decide di parteciparvi: Brooklyn si traveste da "Supergoyle" con un costume da Superman, Broadway e Angela da due personaggi de "Il Mago di Oz" e Lexington da robot. Ma la festa viene improvvisamente interrotta dal malvagio Ailog e dai cloni. Nello scontro il gargoyle ferisce con dei pugnali nascosti tutti i membri del clan di Manhattan. Lo scontro viene interrotto da Delilah, che era presente alla festa e istiga gli altri cloni ad abbandonare Ailog, solo Brentwood decide di rimanere alleato del malvagio.
Dopo tutti i membri del clan di Manhattan vengono curati dal dott. Sato, che era tra gli invitati alla festa.
Poco tempo dopo Brooklyn viene, involontariamente, portato nel 997 d.C. dal portale della Fenice. Sfortunatamente il portale si è rotto e non può essere utilizzato.
Nel frattempo incontra Mary e Finella, e Demona; sta intanto infuriando una guerra tra Costantine III e Kenneth III, poiché il primo ha ucciso il padre del secondo usurpandone il trono.
E purtroppo per gli ultimi gargoyle scozzesi incombe la minacciosa figura di Gillcomgain, il primo cacciatore di gargoyle. Brooklyn, a malincuore, si allea con Demona che ora è il capo degli ultimi gargoyle scozzesi contro il cacciatore. Nel frattempo è in corso una furiosa guerra civile tra Kenneth III, cugino della principessa Catherine, e Costantine che ha ucciso il precedente re usurpandone il trono. Brooklyn convince Demona a guidare il clan contro Costantine, dato che aiuta Gillcomgain per la contesa del trono e in cambio è aiutato nella caccia a i gargoyle. In una sola notte si consuma una sanguinosa battaglia che vedrà, alla fine, la vittoria di Kenneth III contro Costantine grazie anche ai gargoyle. Poco tempo dopo arriva la Fenice che porta Brooklyn, Mary e Finella in un altro periodo storico. L'autore Greg Weisman ha già annunciato sinteticamente le tappe più importanti del viaggio nel tempo del gargoyle: lui, Mary e Finella si ritroveranno nel 1970 negli Stati Uniti e insieme pianificheranno di far incontrare Xanatos e Demona. Verranno poi aiutati da Owen/Puck che consegnerà il Grimorum Arcanorum a Xanatos e farà sì che lui e Demona si incontrino per poter far risvegliare i superstiti del clan Wyvern in Scozia. dopodiché Brooklyn proseguirà il viaggio, contro la sua volontà da solo. Altre tappe importanti sono Xanadu, in Cina dove incontrerà un clan di gargoyle fra cui "Fu-Dog" che si unirà a lui nel viaggio; un'altra tappa è il 2198 dove si unirà al "clan della libertà" fondato da "Samson" discendente di Golia; ed un'altra ancora importante è il Giappone feudale dove incontrerà i gargoyle di Ishimura fra cui "Katana" che diverrà sua compagna e gli darà un figlio. Durante il suo lungo viaggio, forse durante una battaglia perderà l'occhio sinistro.
Tutto questo, comunque verrà raccontato in modo approfondito nel prossimo spin-off Gargoyles Timedancer.
Nell'ultimo episodio di Gargoyles: Clan Building Volume 2, il clan di Manhattan assiste al ritorno a casa di Brooklyn. Egli è quindici anni più vecchio e adesso ha una compagna, Katana, incontrata nel Giappone feudale e un figlio, Nashville.
Con loro c'è anche Fu-Dog, un cane gargoyle del clan Xanadu, in Cina.
Pocoi dopo arriva Elisa e avverte il clan che il Branco sta terrorizzando Times Square. Quindi ci vanno tutti insieme, per compiere la loro missione di guardiani della notte.

## Poteri e abilità
Come tutti i gargoyles Brooklyn dispone di forza, resistenza e agilità sovrumane, è in grado di sfondare una porta di metallo a spallate, abbattere un muro di pietra a pugni, perforare l'acciaio con gli artigli e scaraventare un essere umano a centinaia di metri di distanza, può pareggiare la velocità di un felino in un percorso rettilineo e per abbatterlo ci vogliono come minimo quattro uomini armati. È estremamente resistente ai sedativi e al dolore ed è capace di affrontare anche più avversari alla volta con una destrezza incredibile.
Durante il giorno il suo corpo è pietrificato e lui si trova in uno stato simile al sonno per un umano; sebbene questo sia uno svantaggio, poiché in questo stato è estremamente vulnerabile ad un attacco nemico, dall'altra è ciò che permette alla sua specie di riprendersi da ferite e stordimenti; indipendentemente dalle condizioni in cui i gargoyles versano al sorgere del sole infatti, alla seguente notte sono nuovamente in perfetta forma fisica. Tale processo gli permette anche di fare a meno dell'immenso approccio calorico necessario per il sostentamento della sua specie (all'incirca tre mucche al giorno secondo Sevarius); dunque per vivere non avrebbe bisogno né di mangiare né di bere.
Brooklyn possiede due grandi ali simili a quelle dei pipistrelli, la cui apertura è perfino maggiore a quella di un'aquila reale; il che non vuol dire che lui possa volare, anzi, la sua specie non può "volare" come lo intendono gli umani ma possono solo planare sulle correnti d'aria, soprattutto se ascensionali.
Ciò nonostante non si fanno trasportare dal vento, ma una volta sospesi possono direzionare il loro andamento spostando il loro baricentro o sbattendo le ali.
Brooklyn è un abile leader e stratega, quasi al livello di Golia, infatti quest'ultimo lo ha nominato suo secondo in comando ed è lui il leader in assenza di Golia, sebbene tenda lui stesso a sottovalutarsi, non ritenendosi all'altezza di riempire il vuoto lasciato dal suo capo.
Quando si arrabbia inoltre i suoi occhi hanno la fosforescenza bianca tipica dei gargoyles.